# یواس‌سی‌جی‌سی مودوک (دبلیوپی‌جی-۴۶)
یواس‌سی‌جی‌سی مودوک (دبلیوپی‌جی-۴۶) (به انگلیسی: USCGC Modoc (WPG-46)) یک کشتی بود که طول آن ۲۴۰ فوت (۷۳٫۲ متر) بود. این کشتی در سال ۱۹۲۱ ساخته شد.